# David Singh
David Singh es un personaje ficticio que aparece en varias publicaciones de DC Comics. Es el director del laboratorio criminalístico del Departamento de Policía de Ciudad Central, quien lleva a Barry Allen a su laboratorio por orden del Capitán Frye.
Singh aparece como un miembro recurrente del reparto en la serie de televisión The CW Arrowverso The Flash interpretado por Patrick Sabongui. Esta versión es inicialmente el Capitán y luego el Jefe de Policía del Departamento de Policía de Ciudad Central. El personaje también fue estrella invitada en un episodio de la quinta temporada de Arrow.

## Biografía ficticia
David Singh es el director del laboratorio criminalístico del Departamento de Policía de Ciudad Central. Cuando asumió el cargo, el laboratorio comenzó a enfatizar la cantidad de casos resueltos sobre la calidad, lo que resultó en la alienación de algunos científicos veteranos, como Patty Spivot. Barry Allen ha vuelto a trabajar para el D.P.C.C. y el Capitán Fyre lo ha puesto a cargo de Singh. En su primer día de regreso, Singh le dio el caso del Monarca del Espejo asesinado. Más tarde, Singh descubre a Barry revisando los archivos de Jason Hicks, un caso que se había cerrado y ya fue a juicio. Barry explica que la madre de Jason acudió a él en busca de ayuda y acusa a Singh de fingir que le importa un comino su trabajo.
Singh está a punto de replicar, pero James Forrest lo llama a su computadora. Singh hizo que Forrest revisara el cuerpo del Monarca del Espejo en busca de pistas y Forrest encontró sangre que no pertenecía a la víctima en su guante. La sangre coincide con Barry Allen, pero en lugar de acusar a Barry, Singh le grita por contaminar la escena del crimen. Luego menosprecia a Barry diciendo que si quiere acusar a las personas de ser descuidadas, primero debe asegurarse de que sus casos estén limpios.
Más tarde, Singh se da cuenta de que faltan los archivos de Hicks y Barry también. Sin que Singh lo supiera, Barry le dio el archivo a Iris West-Allen y ella investigó un poco y descubrió que el verdadero asesino era Rory Tork. Una vez que Jason Hicks fue liberado, Singh volvió a examinar su trabajo y se dio cuenta de que podría haber cerrado los casos a toda prisa. Es por eso que su primera orden en la oficina es reabrir todos los casos cerrados de los últimos seis meses.

### Camino a Flashpoint
David Singh ordenó la reapertura de todos los casos cerrados por su departamento durante los últimos seis meses y ordenó a su equipo trabajar horas extras, incluidos los sábados. Luego pone a Barry Allen en el posible caso de muerte de Elongated Kid. Más tarde, cuando Patty Spivot regresa al Crime Lab para hacerle un favor a Barry, Singh le hace pasar un mal rato, pero él está feliz de que ella esté allí para ayudar. David Singh es el director del laboratorio criminalístico del Departamento de Policía de Central City. Informa directamente al Capitán Frye y no está contento con tener que llevar a Barry Allen a su laboratorio por orden del capitán.

### Flashpoint
En esta realidad alternativa, Singh sigue siendo el jefe del Laboratorio Criminalístico de la Policía de Ciudad Central, y es una de las pocas personas en Central City que cree que Citizen Cold es realmente un asesino y no un héroe; todo lo que necesita es alguna evidencia fría y dura.

### The New 52
Después del evento de DC Flashpoint, todo el Universo DC se modificó en una línea de tiempo de cinco años. Se muestra que Singh es la misma persona que era antes del New 52, excepto por varios detalles importantes. Tras la aparente muerte de Barry Allen, Singh se puso en una luz mucho más comprensiva cuando consoló a Patty Spivot en su apartamento. Singh también es secretamente homosexual y tiene una relación con el ex justiciero Pied Piper, quien es un músico célebre en Ciudad Central. Se demuestra que Singh es un muy buen líder cuando Ciudad Central sufrió un apagón, dispersando a su equipo en la ciudad para mantener el orden y ensuciándose las manos para mantener la paz. Tras la batalla de Rogues con Flash, Piper resultó herida y Singh se mostró a su lado durante la pelea.

## En otros medios
Patrick Sabongui interpreta a David Singh en The Flash de The CW. Al comienzo de la serie, es el Capitán de CCPD, antes de ser ascendido a Jefe de Policía en el final de la quinta temporada. Trabaja junto con Flash, y finalmente descubre que el superhéroe es en realidad su CSI, Barry Allen. Esta versión del personaje es gay con un prometido llamado Rob. Sabongui también ha retomado el papel en Arrow y Supergirl. En "Welcome to Earth-2", Barry es testigo del arresto de la contraparte criminal de la Tierra-Dos de Singh.